# ماساتو یامازاکی
ماساتو یامازاکی (ژاپنی: 山﨑 雅人؛ زادهٔ ۴ دسامبر ۱۹۸۱) یک بازیکن فوتبال اهل ژاپن است.
از باشگاه‌هایی که در آن بازی کرده‌است می‌توان به باشگاه فوتبال یوکوهاما مارینوس، باشگاه فوتبال اوئیتا ترینیتا، باشگاه فوتبال گامبا اوساکا، باشگاه فوتبال سانفریس هیروشیما، باشگاه فوتبال مونتدیو یاماگاتا، باشگاه فوتبال زویگن کانازاوا و باشگاه فوتبال تسپاکوستاسو گونما اشاره کرد.